# Діалектологія німецької мови
Діалектологія німецької мови (нім. die deutsche Dialektologie, Dialektologie der deutschen Sprache) — розділ німецького мовознавства, що вивчає структуру німецьких діалектів, особливості ладу діалектів і соціальні аспекти, пов'язані з їх носіями.

## Історія дослідження і концепції діалектології
Діалекти Німеччини давно стали об'єктом наукового інтересу німецьких мовознавців. Вони узагальнено описали основні особливості німецьких діалектних ареалів. Відомі російські германісти В. М. Жирмунський та Н. І. Філічева теж присвятили свої наукові праці дослідженню німецьких діалектів. Українські германісти приділяють незаслужено мало уваги дослідженню цієї лінгвістичної проблеми. Між тим, численні діалекти є однією із форм існування сучасної німецької мови. Поряд зі стандартною та розмовною формами вони є засобом спілкування у родині та у колі друзів або знайомих. Вважаємо, що не можна повною мірою оволодіти іноземною мовою, не маючи знань про її діалекти. З огляду на викладене вище, дослідження особливостей конкретного діалекту німецькомовного ареалу є важливим і необхідним.
Професор О. О. Селіванова розглядає діалект як форму існування, що використовується як засіб безпосереднього повсякденного побутового спілкування на певній обмеженій території й характеризується відповідною єдністю різних мовних рівнів системи й відповідними відбитками культурних традицій. За О. О. Селівановою, головними рисами діалекту є територіальна обмеженість, відсутність стильової диференціації, переважно усний характер репрезентації, не кодифікованість, структурна підпорядкованість певній мові. Діалект протиставляється іншим діалектам однієї мови, а також може мати з ними і спільні ознаки. Групи близьких діалектів утворюють наріччя.
М. П. Кочерган говорить, що діалект є «різновид певної мови, який є засобом спілкування людей, тісно пов'язаних територіально, професійно, соціально». У ракурсі діахронії мови діалекти служили підґрунтям для формування мов, як і койне (інтердіалект) — міждіалектна, переважно побутова форма існування мови, створена на базі одного з групи близьких йому діалектів із їхніми можливими ознаками, що служить торговельним, військовим, культурним, судовим потребам змішаного складу населення певного регіону. У донаціональний період койне головного міста країни нерідко ставало підґрунтям літературної мови етносу. Отже, проблемами вивчення різновидів мови займається така наука як діалектологія. О. О. Селіванова зазначає, що «діалектологія — це мовознавча дисципліна, що вивчає територіальні діалекти певної мови».
Напрямами діалектології є описова, яка досліджує сучасний стан діалектного членування мови, встановлює характер особливостей місцевих діалектів на різних мовних рівнях; історична, що реконструює історію утворення діалектів, пояснює еволюційний характер фонетичних, словотвірних, лексичних особливостей, територіальне поширення й утворення на базі діалектів національних і споріднених мов. Діалектологія тісно пов'язана з етнографією, історією мови, лінгвокультурологією, етнолінгвістикою і соціолінгвістикою. Складником діалектології є діалектографія — галузь лінгвістичної географії, спрямована на створення діалектних атласів різних мов, фіксацію різних діалектних особливостей на географічній карті. Діалекти сучасної німецької мови утворюють піраміду, що сходиться в уніформованій писемній нормі літературної мови. Основою піраміди є сільські говори, в яких спостерігаються найзначніші розходження; в міських говорах піраміда звужується; у розмовній мові у більшій чи меншій уніфікованій відповідності з писемною нормою піраміда сходиться ще ближче, але на цій стадії мовного розвитку Німеччини все ще не досягає безумовної єдності.
Сучасна німецька мова у Німеччині існує у трьох формах, якими є численні діалекти, розмовна та стандартна мова. На думку діалектолога Н. І. Філічевої, усі німецькі діалекти мають окремі спільні ознаки, що уможливлює їх об'єднання в ареали та субареали. На території сучасної Німеччини існує три великих діалектних субареали: нижньонімецький, середньонімецький та верхньонімецький, у межах яких спостерігаються дрібніші градації.